# Douglas Mawson
Douglas Mawson (5 de maio de 1882 – 14 de outubro de 1958) foi um explorador e geólogo australiano.

## Vida
Mawson nasceu na Inglaterra e veio para a Austrália ainda bebê. Ele se formou em engenharia de minas e geologia na Universidade de Sydney. Em 1905 tornou-se professor de petrologia e mineralogia na Universidade de Adelaide. A primeira experiência de Mawson na Antártida foi como membro da Expedição Nimrod de Shackleton (1907–1909), ao lado de seu mentor Edgeworth David. Eles faziam parte do grupo do norte da expedição, que se tornou o primeiro a atingir o Polo Sul Magnético e escalar o Monte Erebus.
Após sua participação na expedição de Shackleton, Mawson se tornou o principal instigador da Expedição Antártica da Australásia (1911–1914). A expedição explorou milhares de quilômetros de regiões até então inexploradas, coletou amostras geológicas e botânicas e fez importantes observações científicas. Mawson foi o único sobrevivente do Far Eastern Party de três homens, que viajou pelas geleiras Mertz e Ninnis com o nome de seus dois companheiros falecidos. A morte deles o forçou a viajar sozinho por mais de um mês para retornar à base principal da expedição.
Mawson foi nomeado cavaleiro em 1914 e durante a Primeira Guerra Mundial trabalhou com os militares britânicos e russos. Ele voltou para a Universidade de Adelaide em 1919 e tornou-se professor titular em 1921, contribuindo muito para a geologia australiana. Ele retornou à Antártida como líder da Expedição de Pesquisa Antártica Britânica, Australiana e Nova Zelândia (1929–1931), o que levou a uma reivindicação territorial na forma do Território Antártico Australiano.
 

Mawson é comemorado por vários marcos históricos e de 1984 a 1996 apareceu na nota australiana de $ 100. 